# Pseudo-Apuleyo

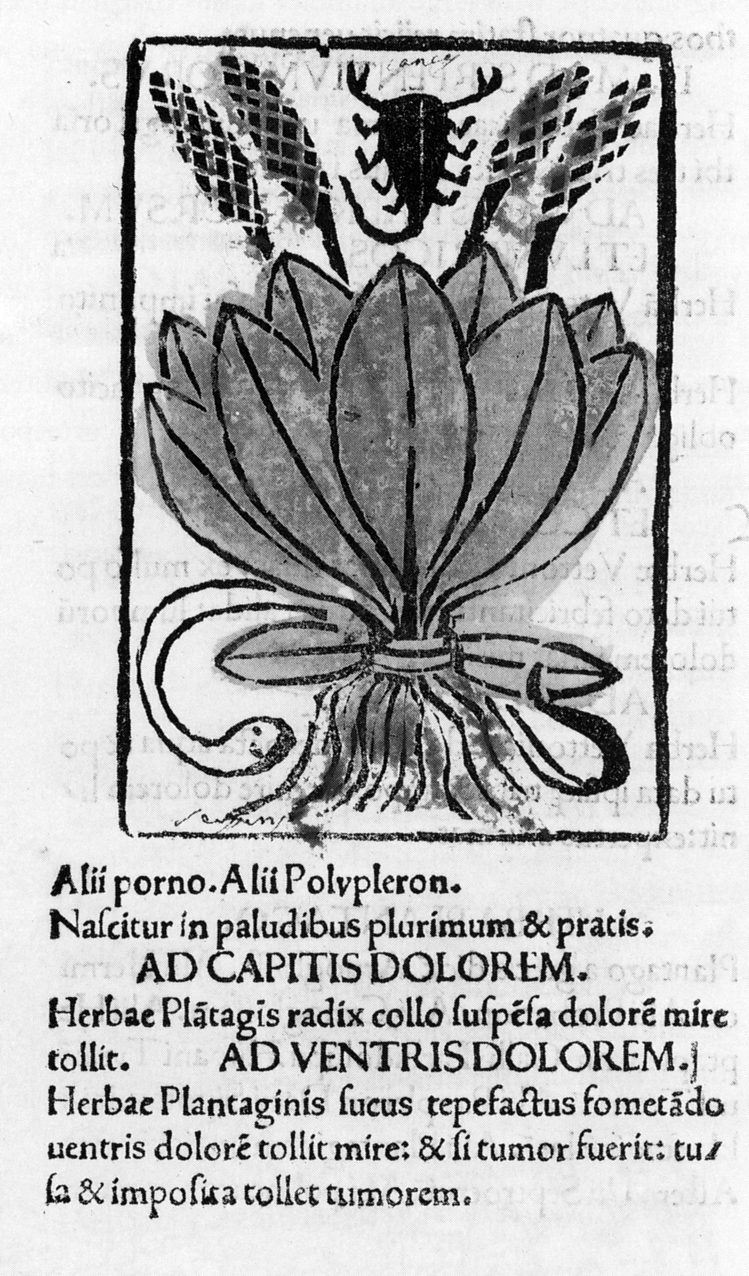
Ilustración de Herbarium Apuleii Platonici

Pseudo-Apuleyo (también conocido como Sexto Apuleyo Bárbaro) es el nombre dado a al autor de Herbarium o De herbarum virtutibus, también conocido como Herbarium Apuleii Platonici, que es un herbario médico del siglo IV. No debe confundirse con Apuleyo (124-170), el poeta y filósofo romano.
El manuscrito más viejo que ha sobrevivido es del siglo VI, y está conservado en Leiden. Hasta el siglo XII fue el herbario más influyente en Europa, del que se hicieron numerosas copias; luego fue desplazado por el Matthaeus Platearius, un herbario producido en la Escuela de Salerno.

## Texto
El texto del Pseudo-Apuleius herbarius está basado en fuentes de la Antigüedad Tardía, especialmente en Naturalis historia de Plinio el Viejo y en De materia medica de Dioscórides. Los eruditos están de acuerdo en que el herbario fue compilado en el siglo IV. Cada capítulo trata de una planta medicinal, en el que figura el nombre, sus indicaciones, sus recetas y los sinónimos conocidos de la planta.

## Manuscritos
En los códices, el Pseudo-Apuleius Herbarius estaba combinado con otros tratados: 
1. De herba vettonica. Tratado sobre la hierba Betonica officinalis. Estaba falsamente atribuido a Antonio Musa, médico del emperador Augusto.
2. Pseudo-Apuleius Herbarius.
3. De taxone liber. Tratado anónimo sobre el uso del tejón europeo en medicina.
4. Liber medicinae ex animalibus, atribuido a un médico romano llamado "Sextus Placitus Papyriensis".[1]
  - Versión A, con 12 capítulos sobre los cuadrúpedos.
  - Versión B, con 31 capítulos sobre cuadrúpedos, pájaros, reptiles, arañas, insectos y humanos.
5. Pseudo-Dioscorides. De herbis femininis. Según Riddle,[2] escrito antes del siglo VI.[3]
6. Precatio terrae matris (Encantamiento de la madre tierra) and Precatio omnium herbarum (Encantamiento de todas las hierbas).

Una versión del siglo X está en el Museo de Westreenianum Meermanno, La Haya.
Hay dos versiones del siglo XI de las plantas (en color) en la Universidad de Oxford :